# 沼澤茂美
沼澤 茂美（ぬまざわ しげみ、1958年4月30日 - ）は、日本の男性天体写真家・天文イラストレーター。

## 人物
新潟県村上市（旧・岩船郡神林村）出身。東京デザインアカデミー建築士科及びパース専門課程卒業。建築設計事務所勤務を経て1980年に新潟郵便貯金会館プラネタリウムに入る。1984年独立して日本プラネタリウムラボラトリー（略称：JPL）を設立。天文、宇宙のイラストや天体写真の撮影を手がけている。沼澤の著書は多いが、その大半はJPLのメンバーである脇屋奈々代との共著である。

## 著書

### 単著
- 『プラネタリウムスライド制作』（五藤光学研究所、1983年）
- 『天体写真の写し方』（誠文堂新光社、1987年、ビデオソフト）
- 『遥かなる宇宙への誘い』（クレオ、1993年）
- 『DEEP SPACE 時空を越えて』（クレオ、1995年）
- 『星座神話クラブ』（誠文堂新光社、1996年）
- 『天体写真クラブ』（誠文堂新光社、1996年）
- 『宇宙探査カタログ』（朋文社、1998年）
- 『すばるが見た大宇宙』（人類文化社、1999年）
- 『ミクロ探検隊・顕微鏡入門』（誠文堂新光社、2001年）
- 『Space Voyagers』（Atlas Photo Bank、2004年）
- 『星座神話ガイドブック』（誠文堂新光社、2005年）
- 『星座ガイドブック』（誠文堂新光社、2005年）
- 『星座と星座神話』（誠文堂新光社、2006年）

### 共著

#### 脇屋奈々代が共著者として参加しているもの
- 『大星夜ウオッチング』（日本放送出版協会、1991年、写真は沼澤、文は脇屋）
- 『星座』（ナツメ社、1992年）
- 『星座図鑑』（主婦の友社、1992年）
- 『写真集･THE DEEP SKY』（誠文堂新光社、1993年）
- 『スペースクルーズ』（アスキー出版、1994年）
- 『魅惑の太陽系』（NHK・パイオニアLDC、1995年、ハイビジョンレーザーディスク）
- 『150億光年　銀河の旅』（NHK・パイオニア、1996年、ハイビジョンレーザーディスク）
- 『星座クラブ』（誠文堂新光社、1996年）
- 『星空ガイド』（ナツメ社、1996年）
- 『星達の20世紀』（NHK・パイオニア、1997年、ハイビジョンレーザーディスク）
- 『ハッブル宇宙望遠鏡がとらえた宇宙』（誠文堂新光社、1997年）
- 『ハッブル宇宙望遠鏡がとらえた宇宙2』（誠文堂新光社、1999年）
- 『太陽系 The Solar System』（シンフォレスト、1999年、CDROM）
- 『ハッブル宇宙望遠鏡の世界』（シンフォレスト、1999年、CDROM）
- 『星空ハンドブック』（ナツメ社、2000年）
- 『星空ハンドブック』（ナツメ社、2000年）
- 『銀河宇宙』（シンフォレスト、2000年、CDROM）
- 『宇宙探査の世界』（シンフォレスト、2002年、CDROM）
- 『宇宙の事典』（ナツメ社、2004年）
- 『Cosmic Science』（誠文堂新光社、2004、ムック）
- 『星座の事典』（ナツメ社、2007年）ISBN 978-4-8163-4364-3
- 『12星座とギリシャ神話の絵本』（2016年5月 あすなろ書房）

#### その他の共著
- 『天体写真テクニック』（誠文堂新光社、1987年）
- 『銀河宇宙オデッセイ』（日本放送出版協会、全7巻、1990年）
- 『星空年鑑2004』（アストロアーツ、2003年…表紙、巻頭担当）
- 『学習図鑑NEO・宇宙』（小学館、2004年…イラスト担当として）